# Шанселад
Шансела́д (фр. Chancelade) — коммуна во Франции, находится в регионе Аквитания. Департамент — Дордонь. Входит в состав кантона Кулунье-Шамье. Округ коммуны — Перигё.
Код INSEE коммуны — 24102.

## География

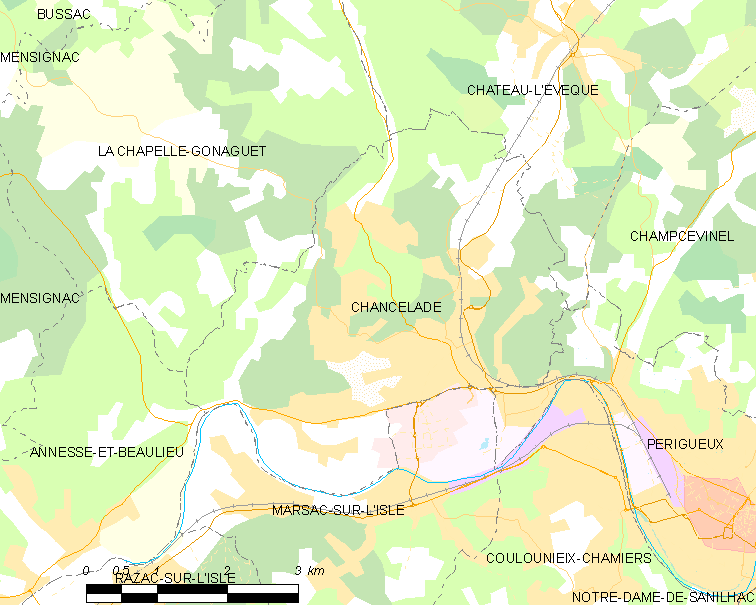
Карта коммуны

Коммуна расположена приблизительно в 430 км к югу от Парижа, в 110 км северо-восточнее Бордо, в 5 км к северо-западу от Перигё.
На севере коммуны протекают реки Иль и Боронна.

### Климат
Климат умеренный океанический со средним уровнем осадков, которые выпадают преимущественно зимой. Лето здесь долгое и тёплое, однако также довольно влажное, здесь не бывает регулярных периодов летней засухи. Средняя температура января — 5 °C, июля — 18 °C. Изредка вследствие стечения неблагоприятных погодных условий может наблюдаться непродолжительная засуха или случаются поздние заморозки. Климат меняется очень часто, как в течение сезона, так и год от года.

## Население
Население коммуны на 2010 год составляло 4227 человек.
| 1962 | 1968 | 1975 | 1982 | 1990 | 1999 | 2010 |
| ---- | ---- | ---- | ---- | ---- | ---- | ---- |
| 1780 | 2002 | 2420 | 3297 | 3718 | 3865 | 4227 |

## Администрация
| Период | Период | Фамилия        | Партия                  | Примечания |
| ------ | ------ | -------------- | ----------------------- | ---------- |
| 1947   | 1953   | Леон Ларош     |                         |            |
| 1953   | 1965   | Анри Дюпре     |                         | пенсионер  |
| 1965   | 1989   | Робер Саррет   |                         |            |
| 1989   | 1992   | Пьер Вижье     | Социалистическая партия |            |
| 1992   | 2009   | Клод Бери-Деба | Социалистическая партия | сенатор    |
| 2009   | 2020   | Мишель Тестю   | Социалистическая партия |            |

## Экономика
В 2010 году среди 2679 человек трудоспособного возраста (15-64 лет) 1885 были экономически активными, 794 — неактивными (показатель активности — 70,4 %, в 1999 году было 69,5 %). Из 1885 активных жителей работали 1764 человека (910 мужчин и 854 женщины), безработных было 121 (51 мужчина и 70 женщин). Среди 794 неактивных 210 человек были учениками или студентами, 378 — пенсионерами, 206 были неактивными по другим причинам.

## Достопримечательности
- Аббатство Нотр-Дам-де-Шанселад[фр.] (XII век). Исторический памятник с 1909 года[5]
- Часовня Св. Иоанна (XII век). Исторический памятник с 1912 года[6]
- Пещера Ремондан I[англ.], в которой был обнаружен скелет шанселадского человека[англ.] (верхний палеолит, мадленская культура). Исторический памятник с 1926 года[7]
- Замок Ренат (XIX век)

## Фотогалерея

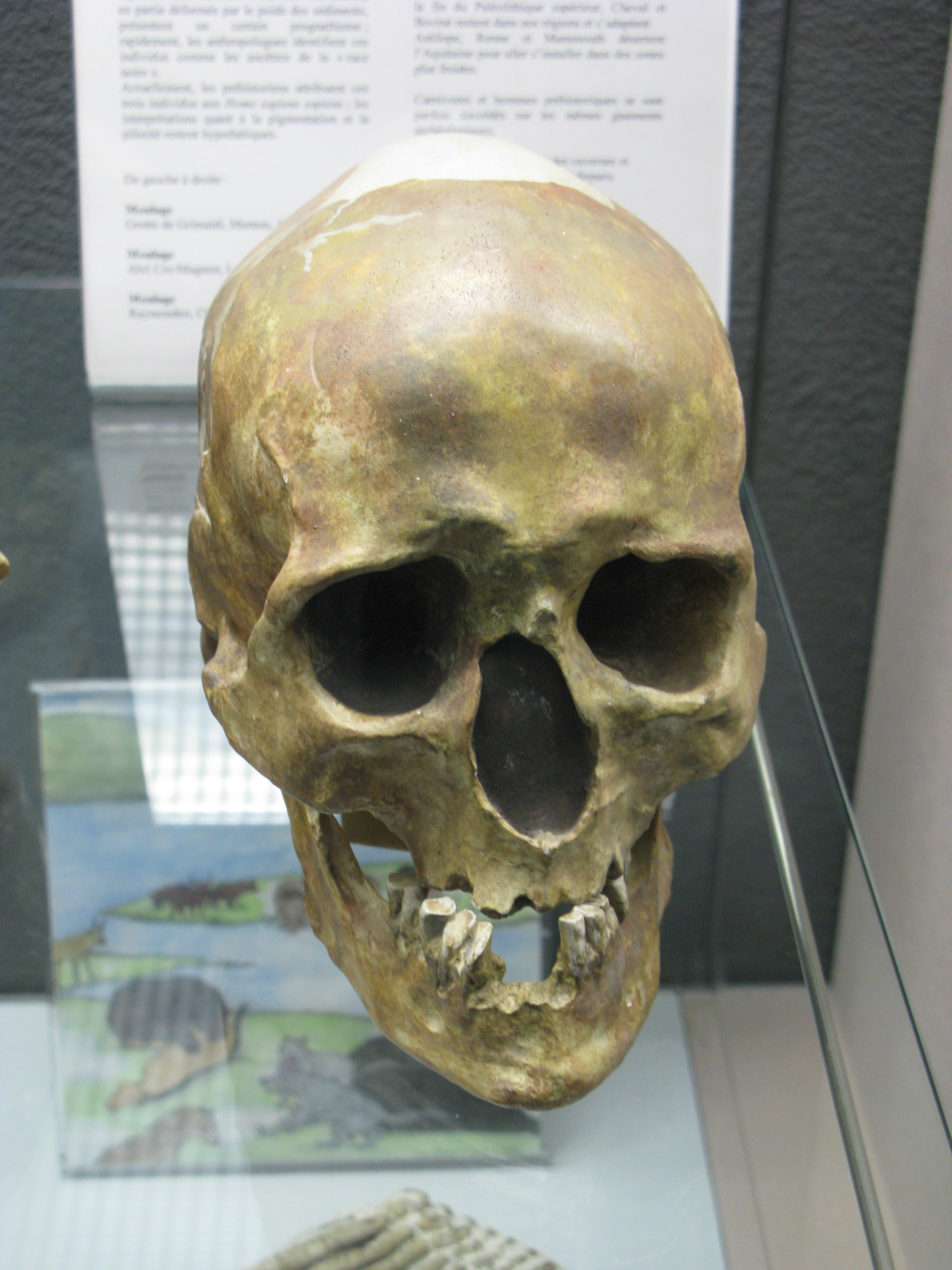
Шанселадский человек
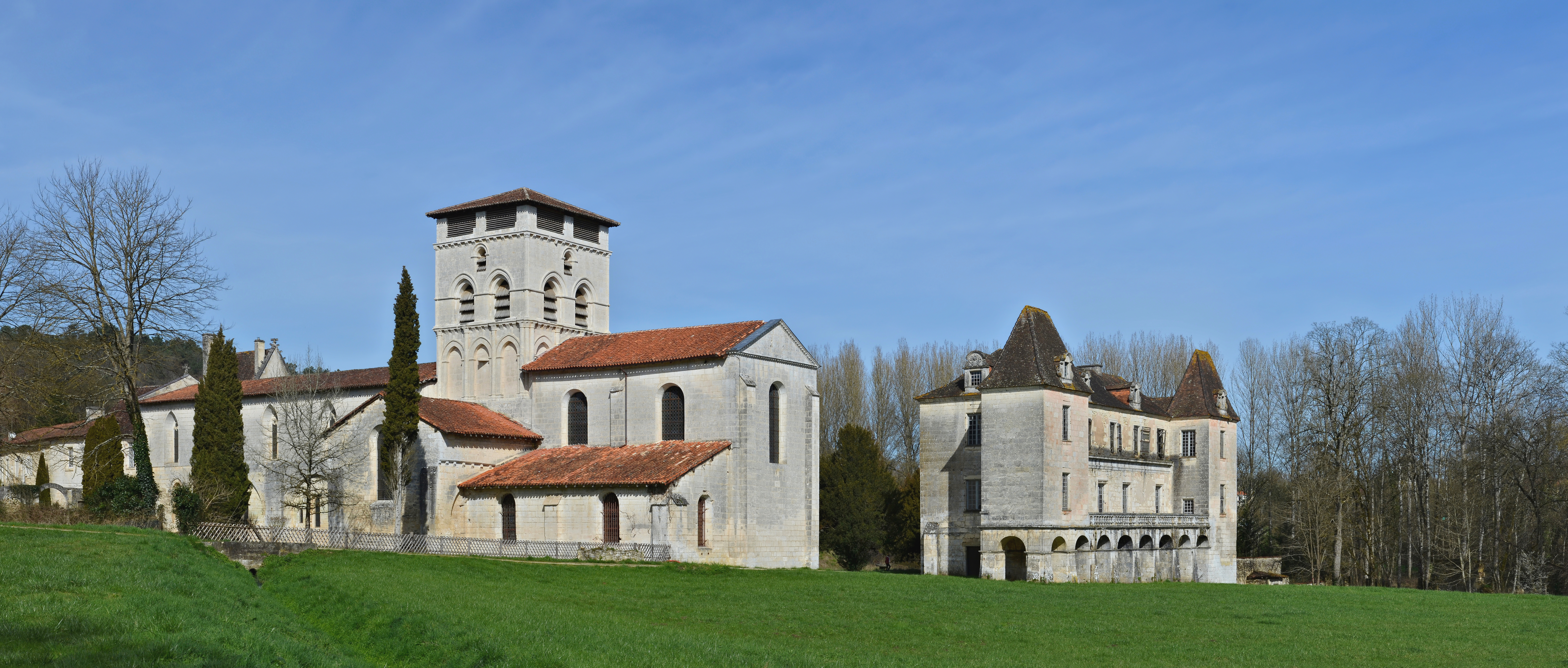
Аббатство Нотр-Дам
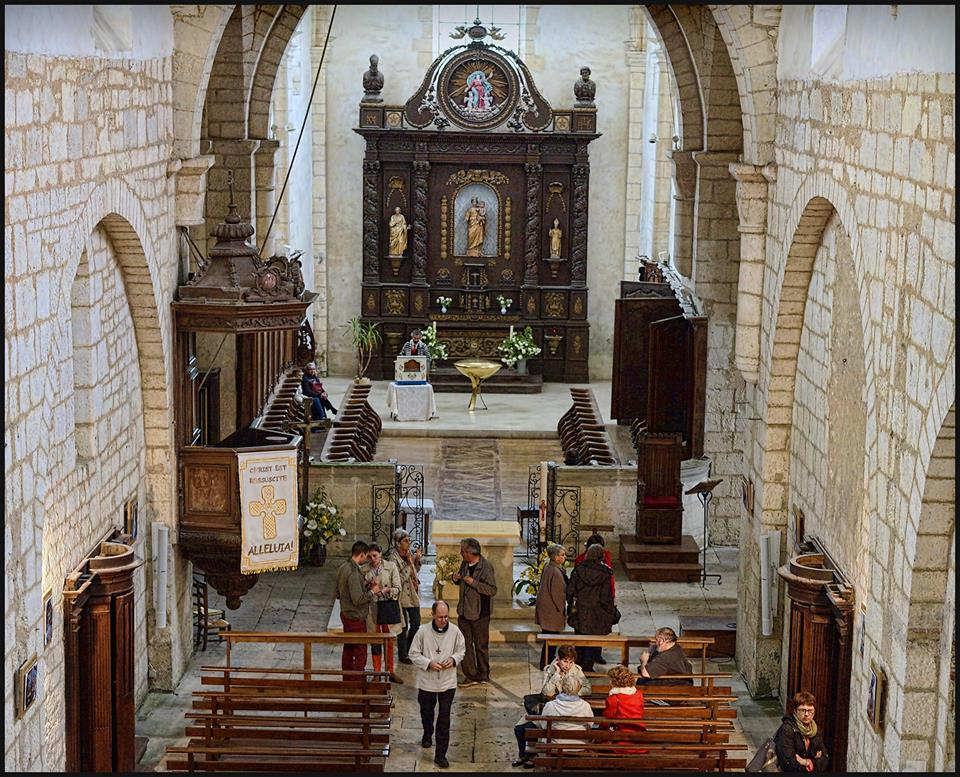
Интерьер церкви аббатства
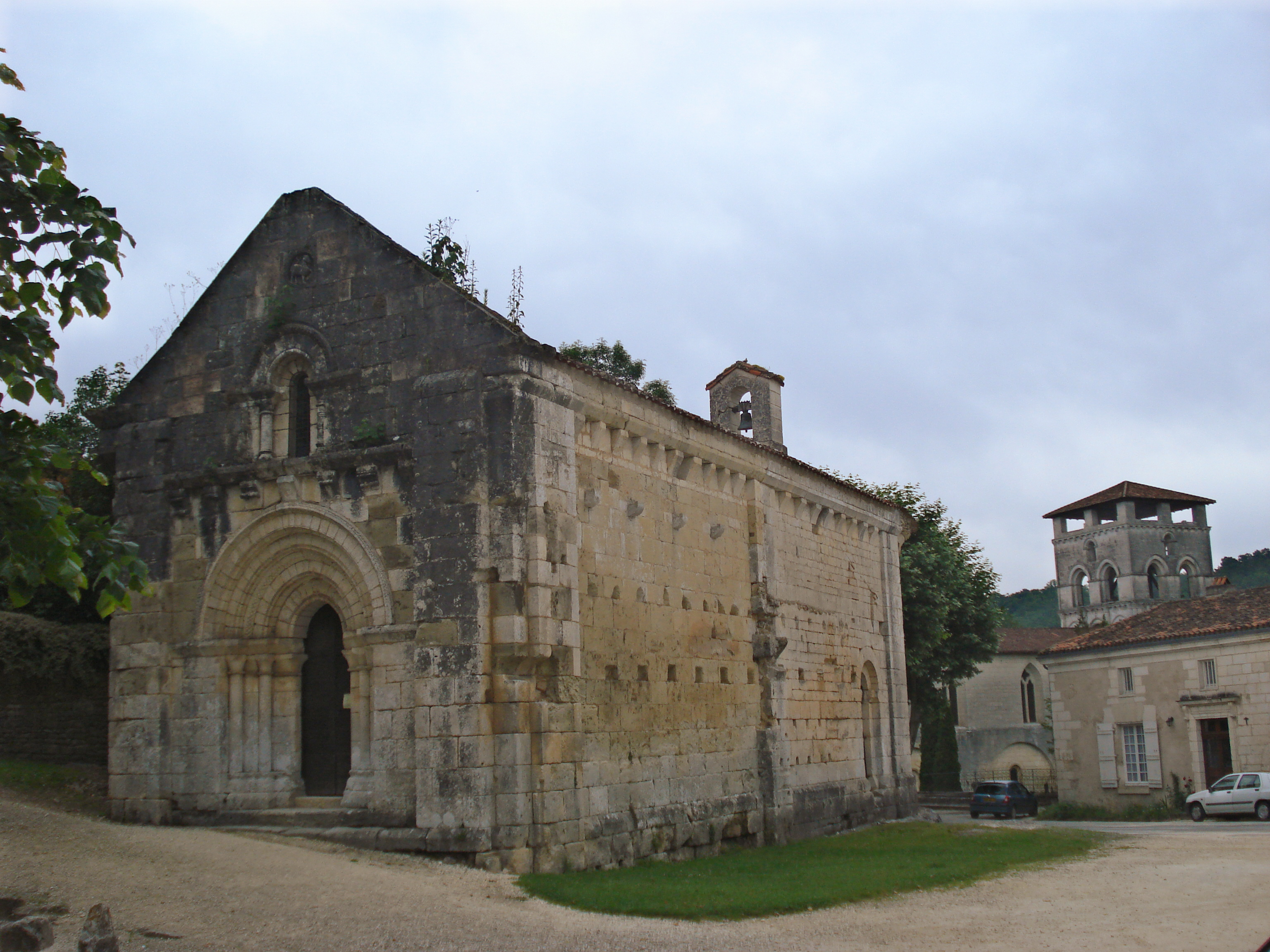
Часовня Св. Иоанна
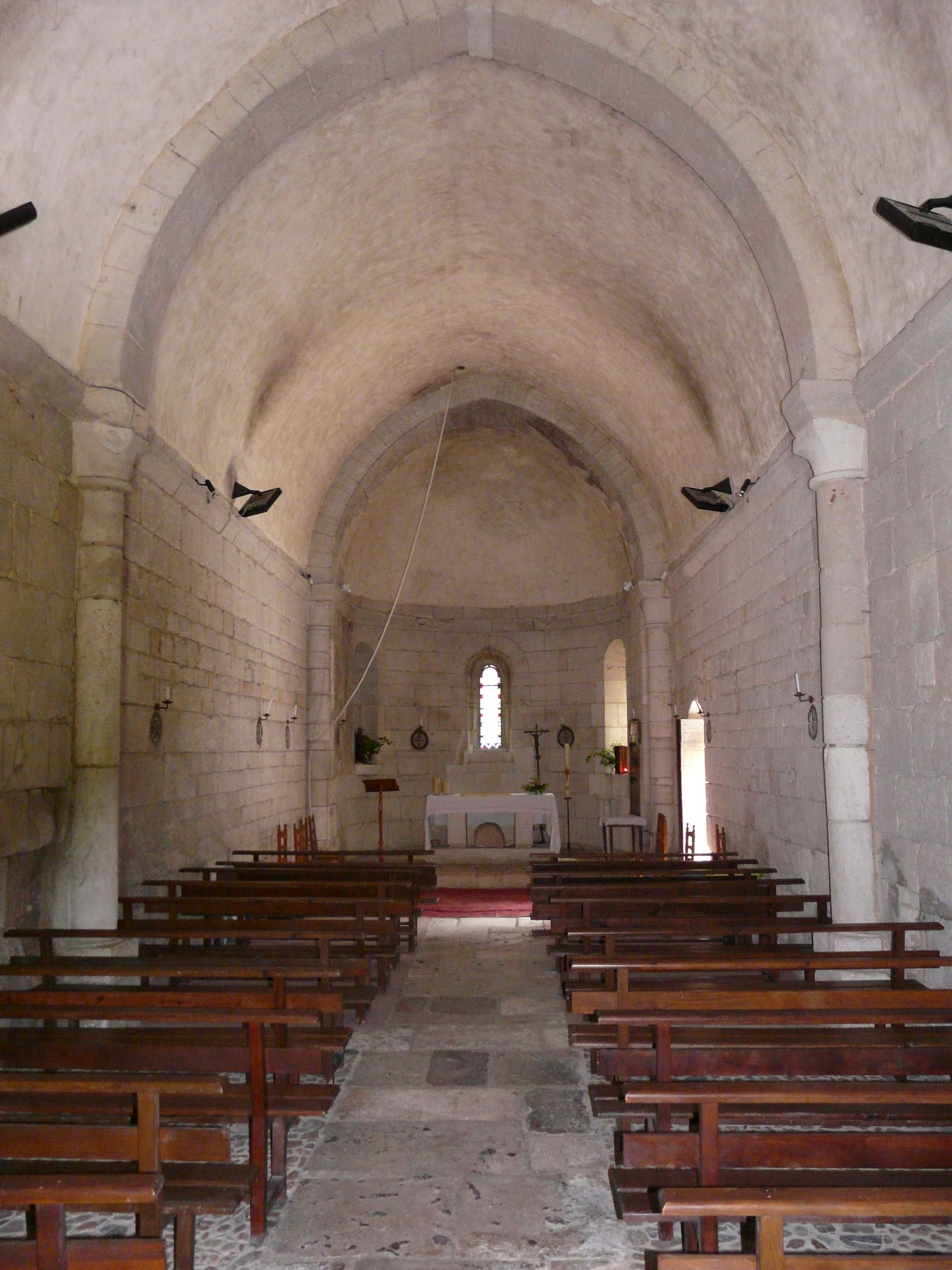
Интерьер часовни Св. Иоанна
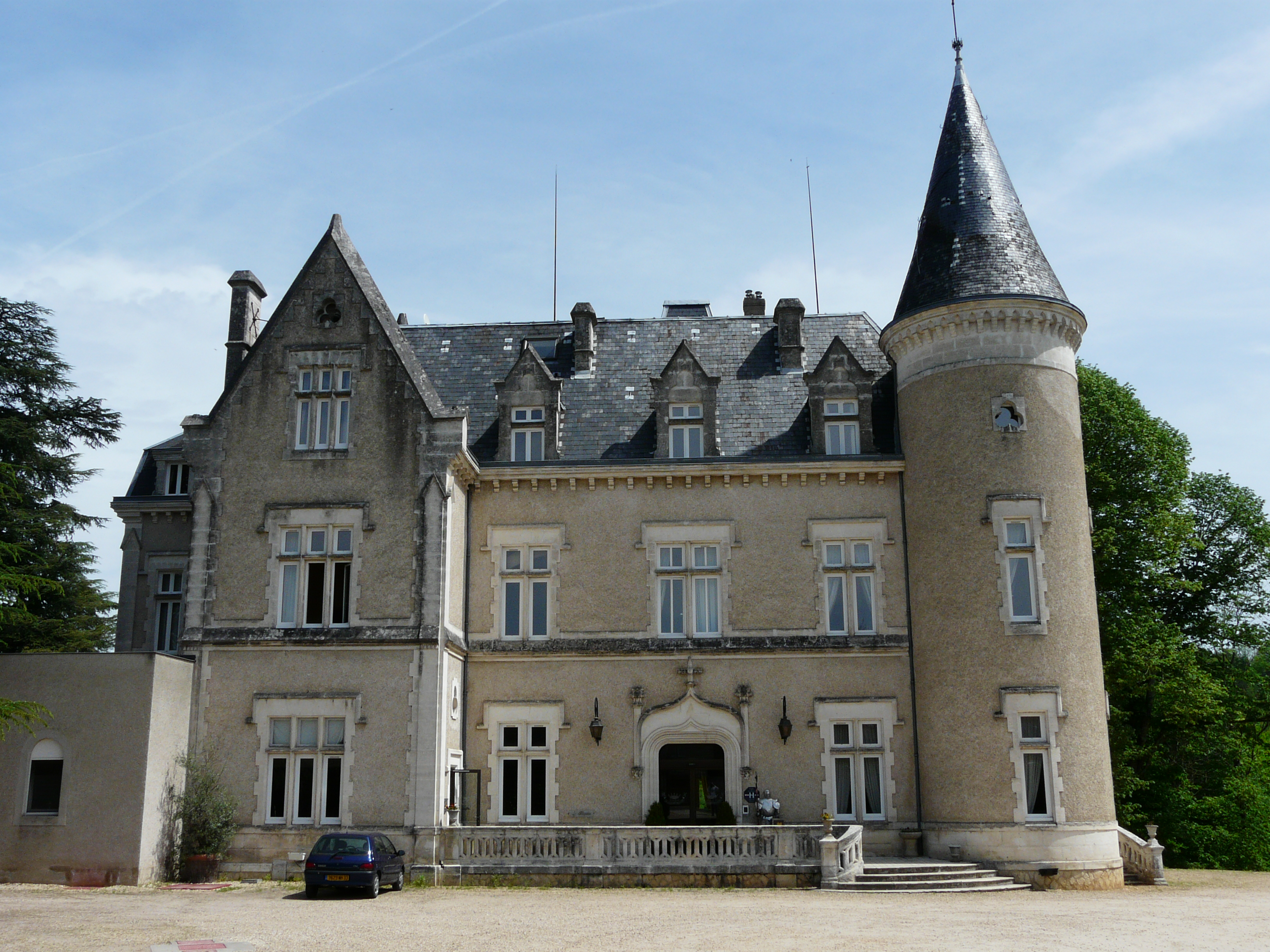
Замок Ренат
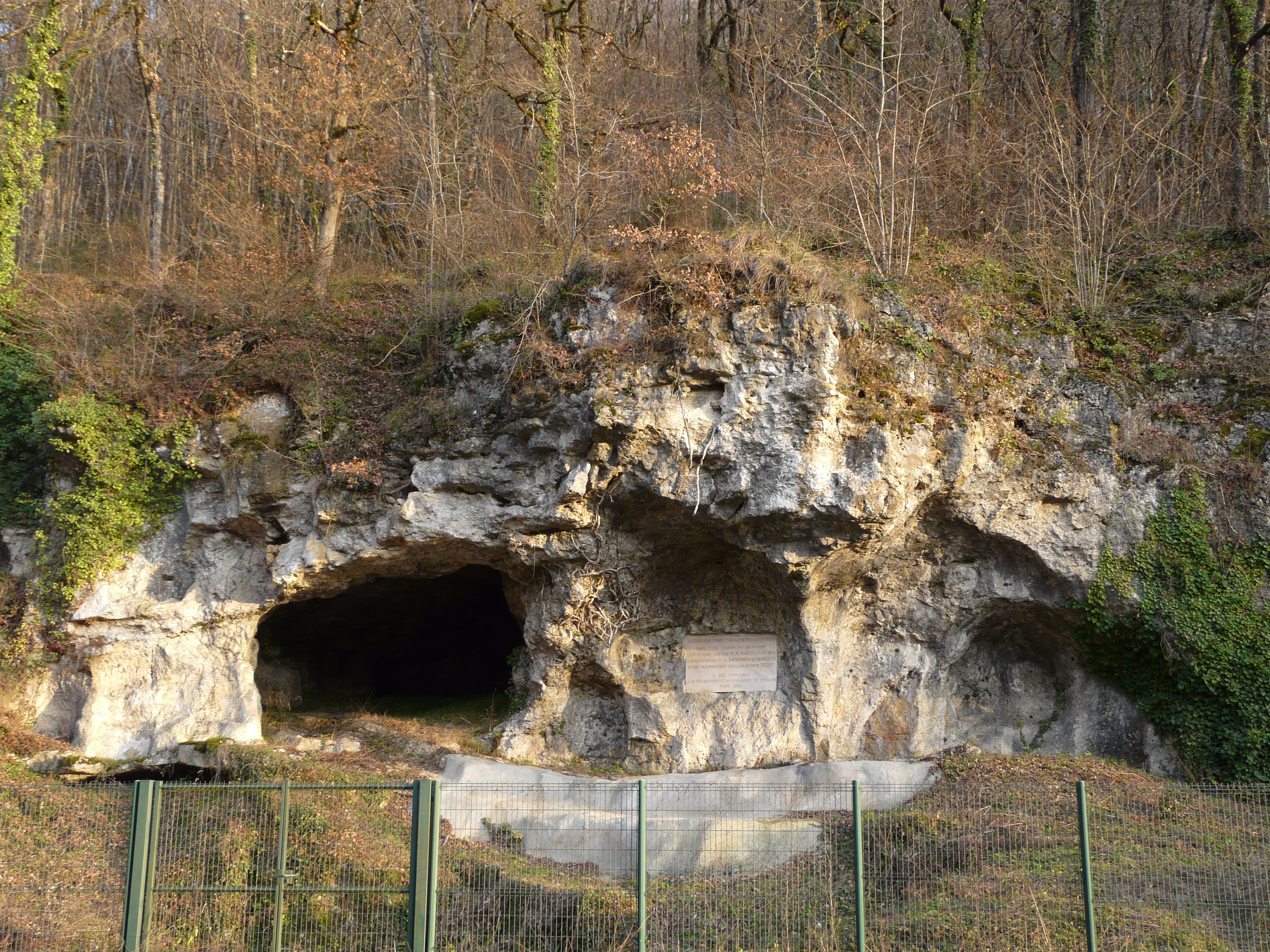
Пещера Ремондан I
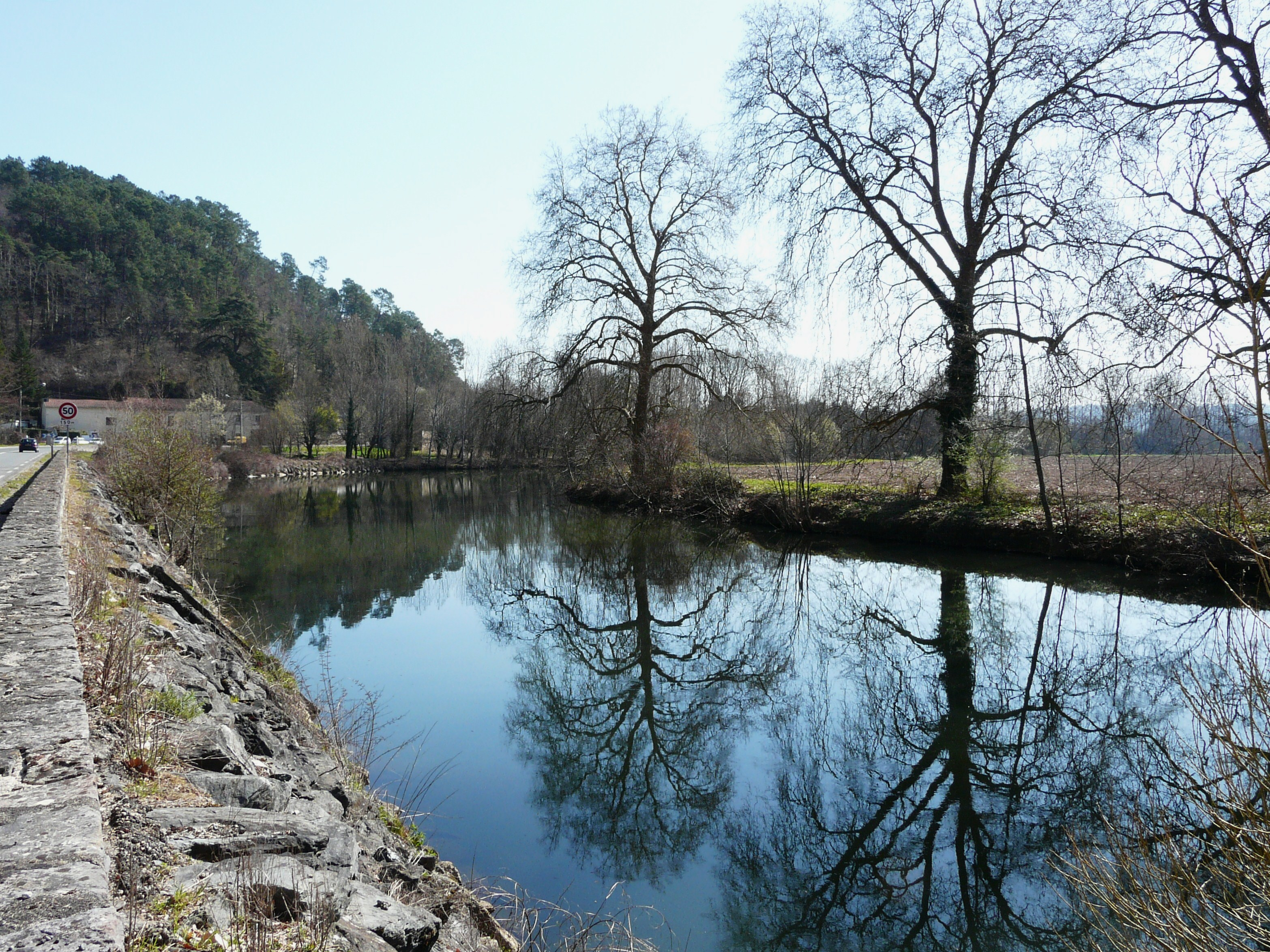
Река Иль
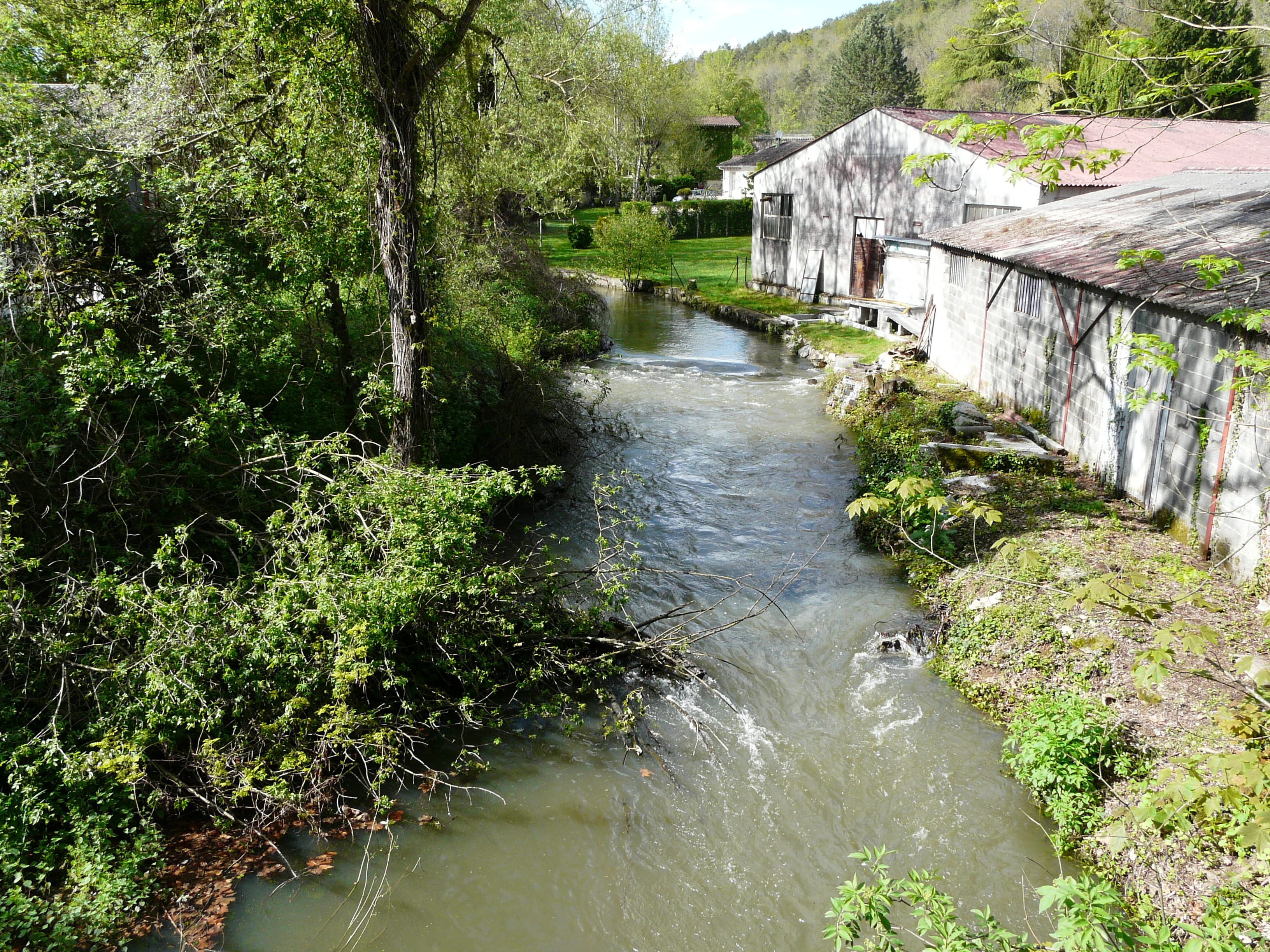
Река Боронна